# Lutan Fyah
Lutan Fyah, né Anthony Martin en 1975 dans la Paroisse Sainte-Catherine (Jamaïque), est un chanteur et musicien de Reggae jamaïcain.

## Biographie
Il passe son enfance à Thompson Pen dans la région de Saint Catherine en Jamaïque. Dès son plus jeune âge il se passionne pour la musique, et commence à chanter dans le sound system de son grand-père. Le football est sa deuxième passion. Il joue pour l'équipe de Constant Spring en première League, mais décide de se consacrer entièrement à la musique. Il se met alors à faire le tour des studios de Kingston afin de se faire un nom, et sort un premier single, Fling Stone. Il obtient ensuite une audition dans les studios du Label Gargamel de Buju Banton, sur lequel il sort son deuxième single ; Armageddon War, un morceau qui apparait notamment aux États-Unis et en Europe. 
En 2001, il rencontre Jah Mason, pour lequel il fait quelques premières parties. Ensemble, ils enregistrent Black King, une combinaison sur le Immigration Riddim. Lutan Fyah commence à se faire une place dans le milieu des artistes et accueille notamment d'autres artistes comme Capleton, Yami Bolo ou encore Anthony B. Il enregistre ensuite plusieurs titres pour Xterminator, Jah Warrior, Mac D et Lustre King. 
En 2003 il sort World Crisis, distribué par Higher Ground et sur lequel il partage les titres en compagnie d'Anthony B. L'année suivante, Lutan Fyah sort son véritable premier album, Dem No Know Demself, sur le label allemand Minor 7 Flat 5. On y retrouve tous les singles sortis sur les riddims du moment : Good Times, Campo (Clearance), Sunday (Chances Are). En 2005 sort Time And Place sur le label Lustre King.
En octobre 2004, Lutan participe à une tournée aux côtés d’Irie Ites sound (mais également de Spectacular & Ras Mc Bean) qui l’amènera jusqu'en Espagne (Barcelone, Madrid) tout en passant par la France à Paris, Lille, Montpellier…
C’est alors le début d’une collaboration qui a débouché quelques mois plus tard par la sortie de plusieurs titres sur le label Irie Ites : « Intoxicated », « Smug alert », « Bun up » et sur le label Old Capital « Turbulent time ».
En 2005, Lustre King sort son deuxième album, « Time & Place » qui confirme la progression du chanteur et tout le potentiel vu en lui.
Aujourd’hui, beaucoup de labels jamaïcains convoitent Lutan Fyah. Il enregistre désormais pour des labels comme X-Terminator ou bien encore Black Scorpio, démontrant ainsi tout le chemin parcouru depuis ses débuts.
Il a participé pour la première fois au Rebel Salute en 2005 et est apparu sur la plupart des scènes majeures de la même année.
Lutan Fyah est l´un des meilleurs artistes jamaïcains les plus connus.

### Lutan Fyah@Le Crooner Rouen le 13/03/2014

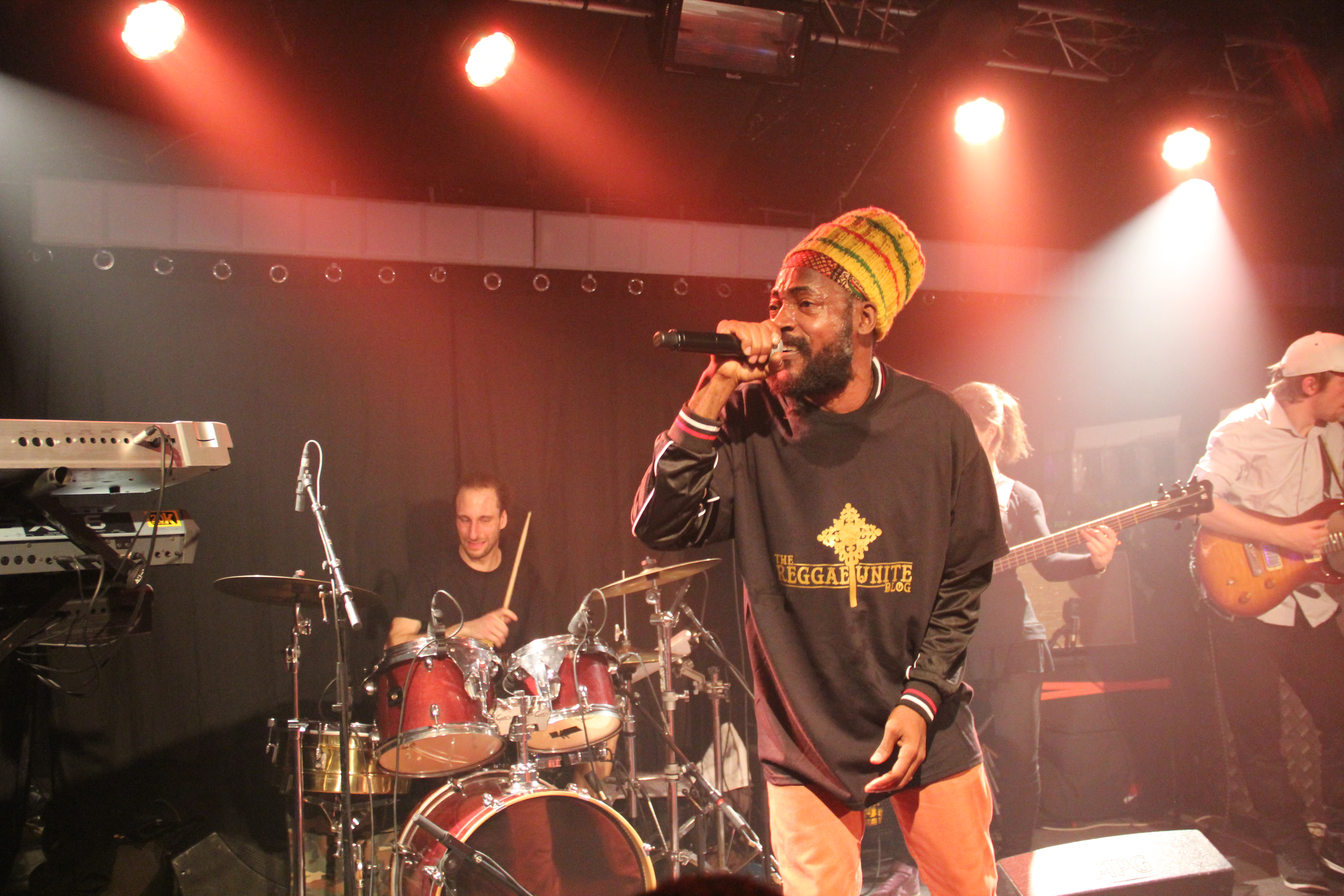
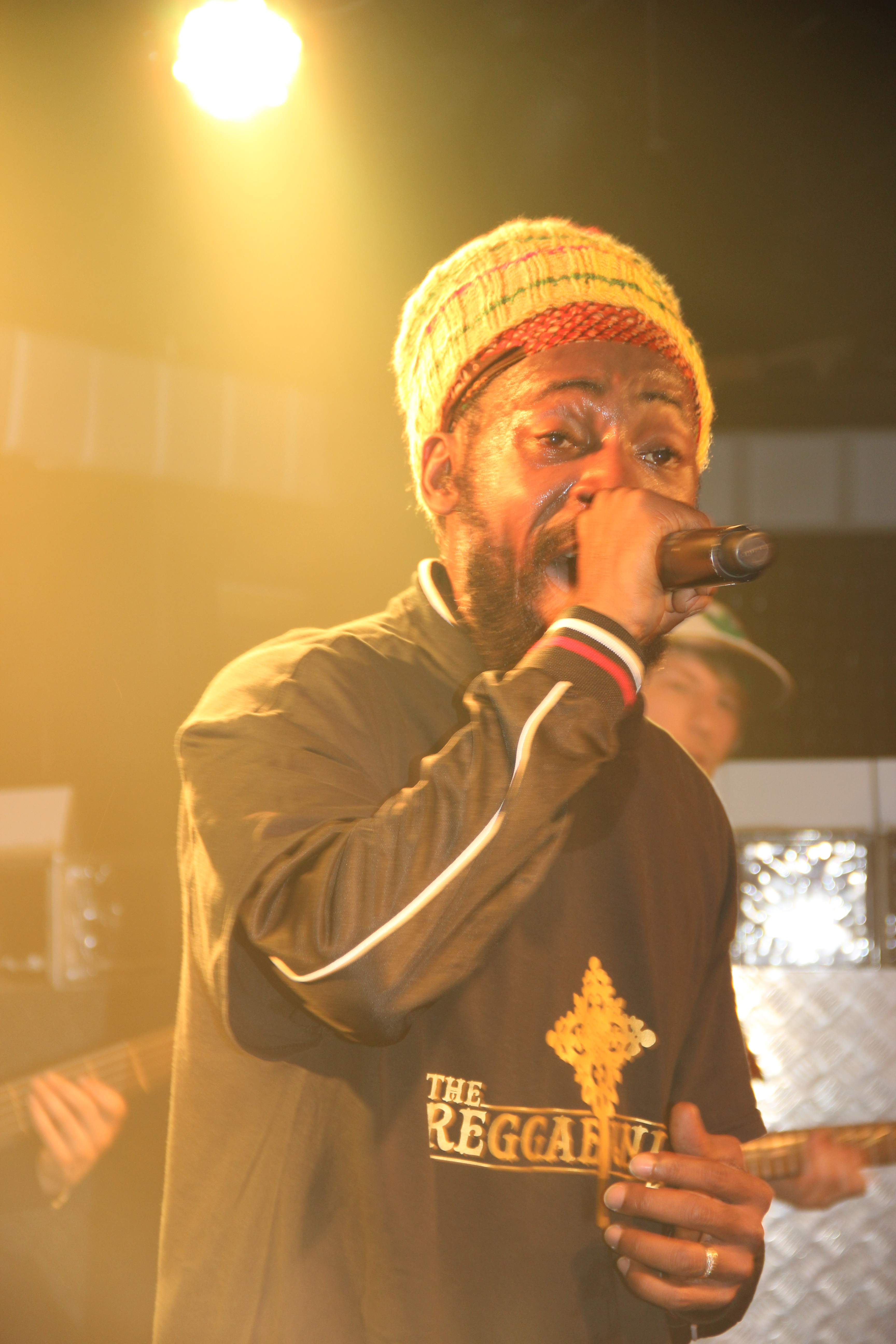
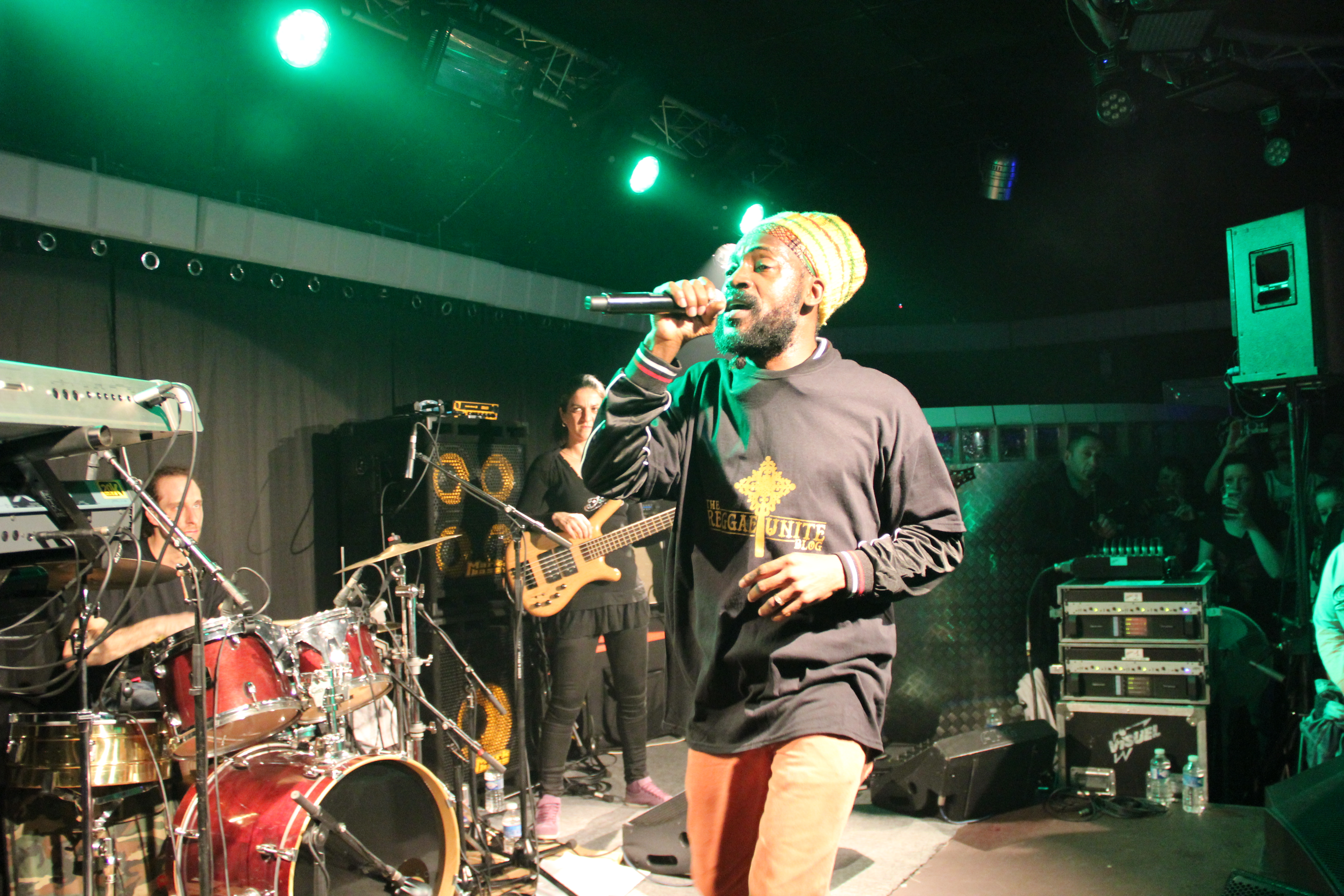

## Discographie
- 2004 : Dem No Know Demself
- 2005 : Time & Place
- 2006 : Phantom War
- 2006 : Healthy Lifestyle
- 2007 : You Bring Blessings
- 2009 : African Be Proud
- 2009 : Africa
- 2009 : Justice
- 2009 : The King's Son
- 2011 : Lutan Fyah - The Fyah EP
- 2011 : A New Day
- 2012 : Truly
- 2014 : Get Rid A Di Wicked
- 2017 : Music Never Dies